# O! nie rób tyle hałasu
O! nie rób tyle hałasu – singiel zespołu Maanam z drugiego albumu studyjnego O!. Do utworu powstał teledysk.
Utwór zajął pierwsze miejsce w drugim notowaniu Listy przebojów Programu Trzeciego (1 maja 1982).
Piosenka była wielkim przebojem w 1982 roku, lecz dopiero po dwudziestu latach zespół zdecydował się wydać ją na singlu. Singiel został wydany w październiku 2002 roku.

## Lista utworów
1. O! nie rób tyle hałasu – 3:33

## Twórcy
- Kora – śpiew
- Marek Jackowski – gitara
- Ryszard Olesiński – gitara solowa
- Paweł Markowski – perkusja
- Bogdan Kowalewski – gitara basowa